# 성장의 길에서
《성장의 길에서》는 1964년 12월, 조선민주주의인민공화국에서 개봉된 4.19 혁명과 관련된 영화로 총 3부작으로 이루어져 있다. 
내용은 한 한국 대학생이 4.19 혁명에 참여하여서 투쟁하는 모습을 담고 있다. 조선민주주의인민공화국에서는 이 영화를 매년 4월 19일에 상영하고 있다